# Панкер
Панкер (нем. Panker) — община в Германии, в земле Шлезвиг-Гольштейн. 
Входит в состав района Плён. Подчиняется управлению Лютенбург-Ланд.  Население составляет 1561 человек (на 31 декабря 2010 года). Занимает площадь 22,74 км².

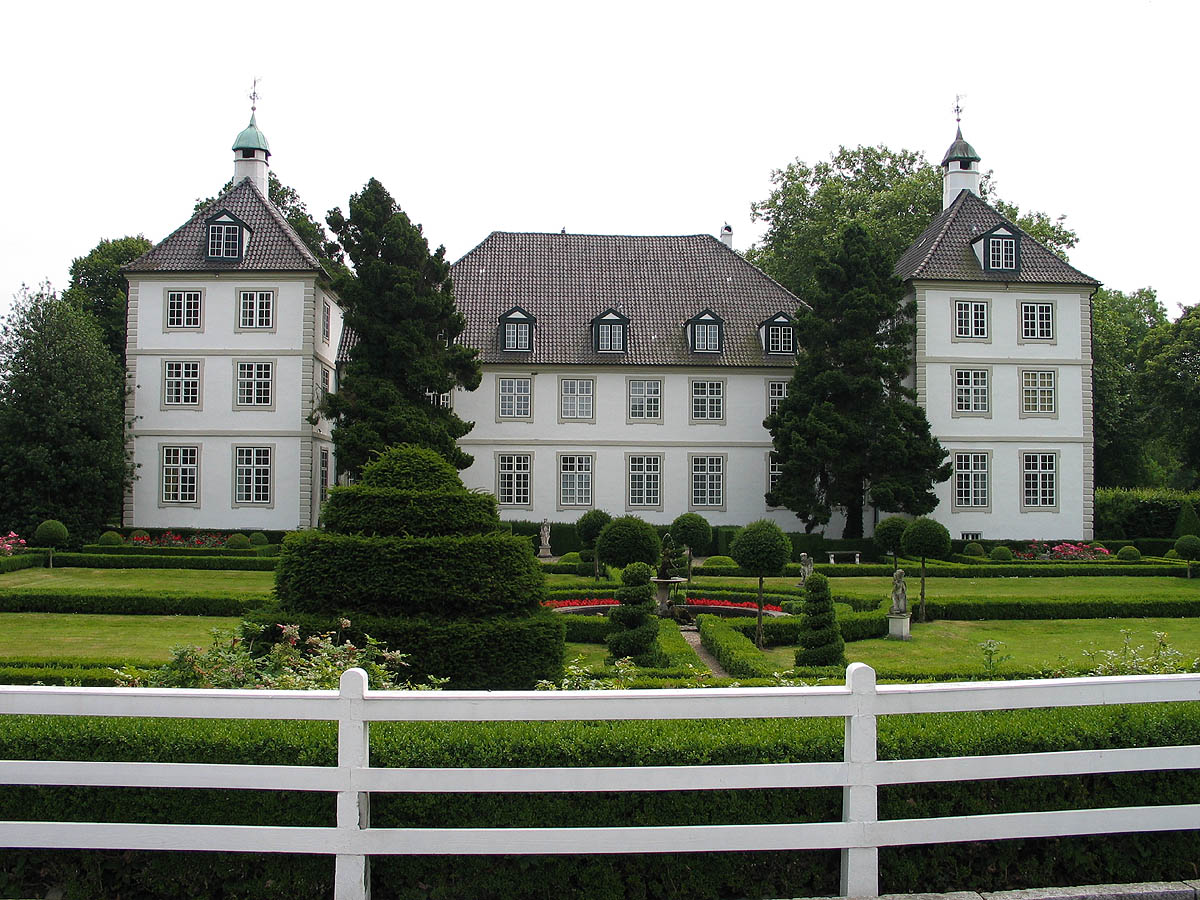
Панкер

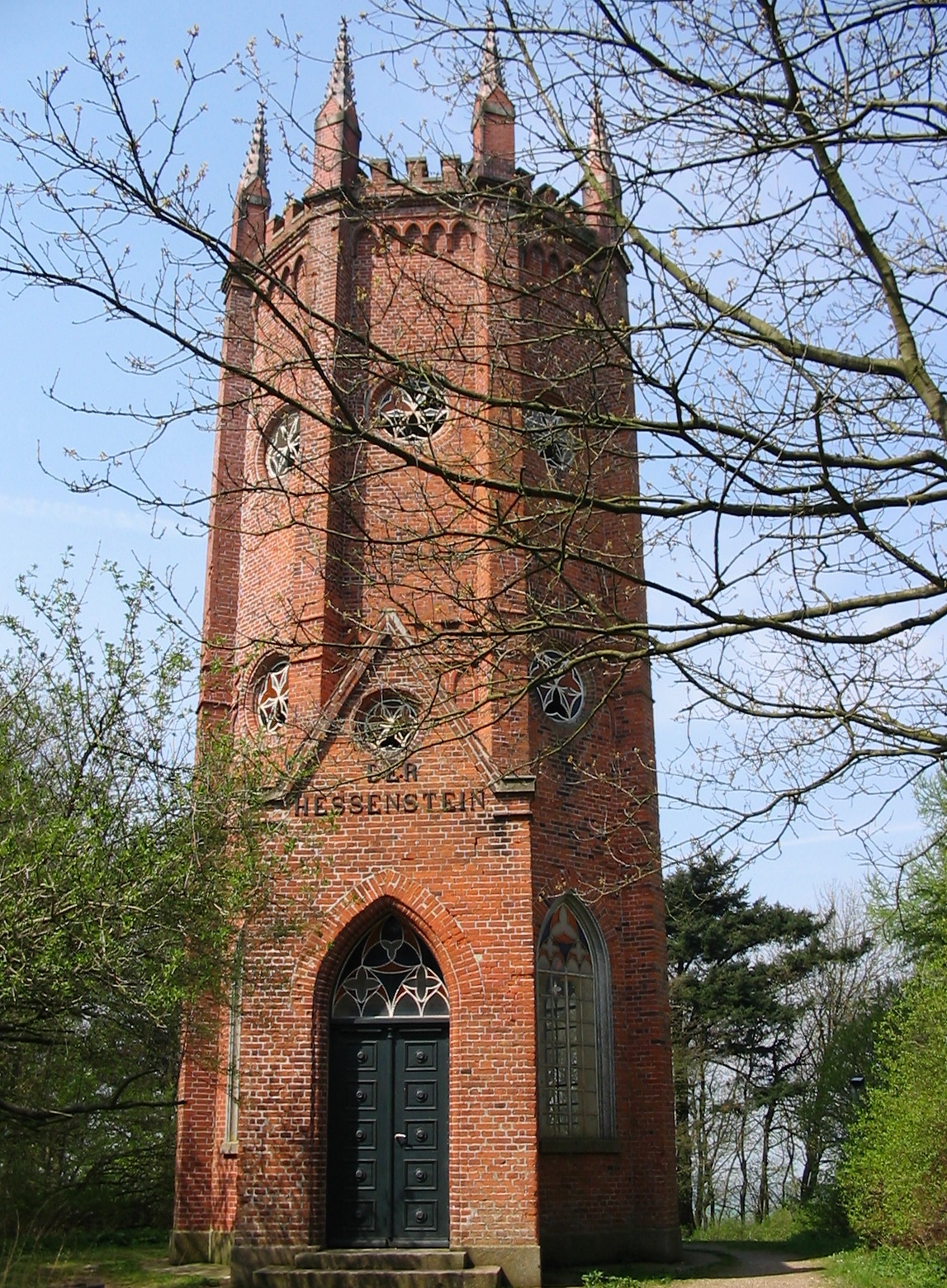
Панкер